# EES-rådet
EES-rådet är ett ministerråd som inrättats genom EES-avtalet. Det har till uppgift att fastställa allmänna politiska riktlinjer och prioriteringar för genomförandet av EES-avtalet, särskilt vad gäller gemensamma EES-kommitténs arbete. Rådet består vanligtvis av utrikesministern från den medlemsstat som innehar ordförandeskapet i Europeiska unionens råd samt utrikesministrarna från EES-länderna Island, Liechtenstein och Norge. Ibland kan till exempel en ambassadör dock ersätta en utrikesminister som inte kan närvara. Även företrädare för Europeiska kommissionen och Europeiska utrikestjänsten samt diverse tjänstemän deltar normalt vid sammanträdena.
Vid sina sammanträden antar EES-rådet icke-bindande slutsatser, som utgör politiska riktlinjer för hur EES-avtalet bör utvecklas. Rådet antar också lägesrapporter för hur arbetet fortlöper i de olika EES-organen, särskilt i gemensamma EES-kommittén.
Ordförandeskapet i EES-rådet roterar på halvårsbasis mellan å ena sidan unionens företrädare och å andra sidan en av utrikesministrarna från Island, Liechtenstein och Norge. Rådet sammanträder normalt två gånger per år. Det fattar beslut genom samförstånd.